# Koszykówka na Letniej Uniwersjadzie 1993
Koszykówka na Letniej Uniwersjadzie 1993 – zawody koszykarskie rozgrywane podczas Letniej Uniwersjady 1993 w Buffalo. W programie znalazły się dwie konkurencje – turniej kobiet i mężczyzn.
Złoty medal w turnieju kobiet zdobyła reprezentacja Chin, srebrny Kuby, a brązowy Stanów Zjednoczonych. W turnieju mężczyzn najlepsze okazały się, Stany Zjednoczone, które wyprzedziły Kanadę. Trzecią pozycję zajęły Chiny.

## Klasyfikacje medalowe

### Wyniki konkurencji
| Konkurencja:     | 1. miejsce        | 2. miejsce | 3. miejsce |
| Turniej kobiet   | Chiny             | Kuba       | Kanada     |
| Turniej mężczyzn | Stany Zjednoczone | Kanada     | Chiny      |

### Klasyfikacja medalowa państw
| Nr | Państwo           |   |   |   | Ogółem |
| -- | ----------------- | - | - | - | ------ |
| 1. | Chiny             | 1 | 0 | 1 | 2      |
| 2. | Stany Zjednoczone | 1 | 0 | 0 | 1      |
| 3. | Kanada            | 0 | 1 | 1 | 2      |
| 4. | Kuba              | 0 | 0 | 1 | 1      |